# Дакини
Дакини (на санскрит: डाकिनीдакини; тибетски: མཁའ་འགྲོ་མ་ кхандрома; кит.: 空行母) е тантрично „божество“ (или по-вярно буда-аспект), изобразявано като женско въплъщение на просветлената енергия. В тибетския език дакини се превежда като кхандрома, което означава „тази, която прекосява небето“ или „тази, която се движи в пространството“. Кхандрома се превежда по-поетично и като „ходеща по небето“ или „танцуваща в небето“.
Дакините във всичките си разнообразни форми са особено важен аспект в школите на Ваджраяна. Значението им е дотолкова централно, че те присъстват в тантричния подход към будисткото убежище, добавящ към Трите Съкопоценности и Трите Корена, необходими за бързия растеж на практикуващите. Те биват изобразени като защитник, като гуру и като идам. Джудит Симър-Браун посочва, че:
„Дакини, която има различни проявления, служи като всеки от Трите Корена. Тя може да бъде човек гуру, ваджра учител, който предава Ваджраяна ученията на своите ученици и се присъединява към тях в самая обетите. Дакини на мъдростта може да бъдат медитивни божества – идам. Те са и йогически божества, като например Ваджрайогините, които са често срещани в тибетския будизъм. Или дакини може да бъде и защитник, защото дакините на мъдростта имат специфична сила и отговорност да предпазват целостта на устните традиции.“ 

## В тибетския будизъм
Джудит Симър-Браун въз основа на ученията, които получава от тибетските лами идентифицира четири основни класа дакини. Следвайки традицията на символичния езотеричен език те са посочени като тайни, вътрешни, външни и външно-външни класове от дакини. Тайният клас дакини е самата Праджняпарамита (тибетски: юм ченмо) или пустата природа на реалността според учението Махаяна. Вътрешният клас дакини са дакини на мандалата, които представляват медитативни буда аспекти (тибетски: идами), който помагат на практикувашия да разпознае себе си като буда. Външната дакини е физическата форма на дакини, постигната чрез практиките на Анутарайога тантра като например Шестте Йоги на Наропа, които работят с фините ветрове на тенергийното тяло, така че тялото и ума на практикуващия се сливат с просветлените тяло и ум на идама. Външно-външната дакини е дакини в човешка форма. Тя е йогини или реализирана тантрична практикуваща, която може да се проявява под формата на кармамудра патрньорка, съпруга на йогин или махасидха.
Дакините могат да бъдат класифицирани според Трикая или така наречените Три тела на Буда. Самантабхадри, която е дакини на Дхармакая представя Дхармадхату, откъдето всички явления се проявяват. Дакините на Самбхогакая са идами използвани като медитативни аспекти в тантричната практика. Нирманакая дакините са човешки същества - жени със специални възможности; те са реализирани йогини, съпруги на гуру и дори всички жени могат да бъдат класифицирани в петте Буда семейства.

### Дака
Дака е мъжкият еквивалент на дакини, както в смисъл на медитативен буда аспект, така и като съпруг или тантричен партньор на дакини. Най-известният пример на йогин и съпруг на дакини в историята на тибетската тантра е основателят на старата традиция Нингма, индийския махасидха Падмасамбхава. Негова най-важна тибетска ученичка и тантричен партньор е съпругата му принцеса Йеше Цогял. На санскрит обаче съществува само една дума, а тя е дакини.